# Pogrom v České Lípě

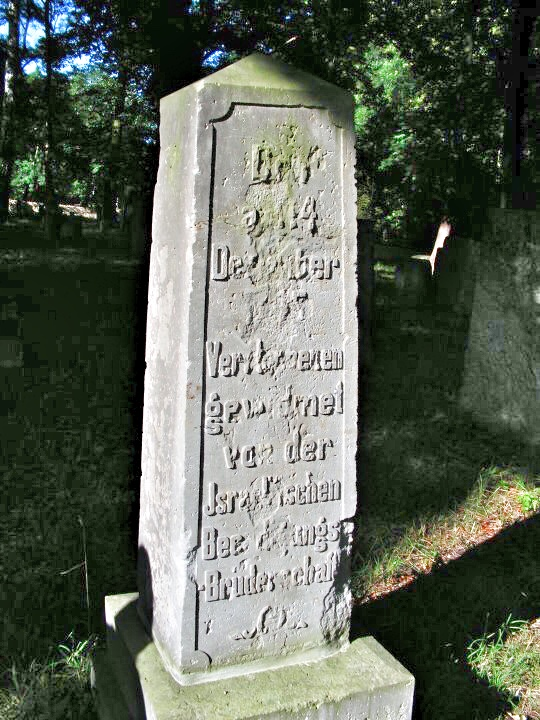
Obelisk vztyčený na paměť třiceti dvou obětí českolipského pogromu v prosinci 1744 na Starém židovském hřbitově.

Pogrom v České Lípě proti místním Židům, též známý jako tzv. Českolipský pogrom nebo Pandurský judenmort (německy der Judenmord in Böhmisch Leipa) vypukl ve městě Česká Lípa dne 9. prosince 1744. Podle dochovaných zpráv a očitých svědectví došlo k tomu, že během právě probíhající války o rakouské dědictví do města dorazily oddíly rakouských pandurů a husarů, které se okamžitě jaly rabovat místní židovskou čtvrť. Při tom se dopouštěly nesčetných brutalit a násilnostní na místních Židech. 32 osob přišlo o život, včetně rabína Jonáše a četných představitelů místní židovské obce, a několik dalších desítek bylo zraněno. Nejstarší oběti bylo 80 let, nejmladší byl půlroční kojenec.

## Připomínání události
V českolipské synagoze se až do r. 1938 každoročně ve výročí události četla selicha, neboli kajícná bohoslužba, připomínající hrůznou událost. Původní rukopis se dodnes dochoval ve sbírkách Židovského muzea v Praze.
Rabín dr. Bernhard Wolf, poslední českolipský rabín před holocaustem (umučen v koncentračním táboře v r. 1942), k tomu ve sborníku Hugo Golda z roku 1934 napsal: 
| „ | Dne 5. prosince 1744 poté, co pronásledovali Prusy až k nedalekému Úštěku, přitáhlo do města na 400 pandurů a 60 husarských pod velením majora Simbchena. Místo toho, by v pronásledování Prušáků pokračovali, začali vyrážet dveře a okna židovských domů a krást všechno, co jen mohli unést. Židů v Lípě se zmocnil nesmírný strach, aby je nestihl osud jejich bratří v Úštěku, a snažili se nabídnout vojákům vysoké výkupné, aby zabránili hrozícímu nebezpečí. Ale vojáci nechtěli o tom ani slyšet. Většina pandurů i husarů se vrhla do židovské ulice před Křížovou branou, kde napadali židovské domy, v kterých tušili kořist, i jejich obyvatele. Jejich řádění trvalo od desíti hodin dopoledne až do čtyř odpoledne. Třicet dva Židů bylo zabito, čtyřicet zraněno a škoda více než třicet tisíc zlatých, jak v hotovosti, tak ve zboží. Mučedníci místní svaté obce jsou dodnes připomínáni každý rok během modlitby selichot, žalozpěvu. Toto událo se ve městě Česká Lípa dne 4. tevetu roku 505 dle malého letopočtu. | “ |